# 宮脇靖知
宮脇 靖知（みやわき やすとも、1982年6月1日 - ）は、広島テレビ（HTV）のアナウンサー。広島県呉市出身。

## 経歴
広島県立高陽東高校では野球部のキャッチャーをしており、チームの中心選手だった。
慶應義塾大学文学部卒業後、2006年広島テレビ放送入社。『テレビ宣言』で毎週月曜に放送された「ミヤワキ行きます!」（左官やサーカスなどいろいろな職業に挑戦する企画）を担当した他、昼前や夜間、週末の夕方のニュース・天気予報を担当することが多い。2008年2月23日、都城市営球場（宮崎県）で行われたプロ野球オープン戦・広島東洋カープ対福岡ソフトバンクホークス戦の実況を担当しスポーツアナウンサーの仲間入りを果たした（この試合は広島テレビとJ SPORTSで放送された）。千葉ロッテマリーンズの川本良平と呉中央シニア時代にバッテリーを組んでいたという。MAZDA Zoom-Zoom スタジアム広島で行われた2015年のオールスターゲーム第2戦では、セ・リーグ選手へのベンチ裏での共同インタビューを担当した。
ニックネームは「ワッキー」。趣味は読書、自慢は“はつかいち縦断みやじま国際パワートライアスロン大会2007”に出場、完走したこと（スイム・2.5km、バイク55km、ラン20km）。
2017年3月、第38回NNSアナウンス大賞 優秀賞を受賞。
2017年4月7日から金曜MCを務めるテレビ派では、2017年4月7日から始まったテレビ派内の金曜コーナー「虹色せとりっぷ」のMCも務め、レギュラーのSTU48からメンバーをゲストに迎え瀬戸内をロケして回っており、STU48に情熱を注いでいる。
2017年9月18日、カープがセ・リーグ優勝し、ビールかけレポーターを務めてビールかけ中のカープ選手インタビューを熱くお茶の間に届けた。

## 主な出演番組

### 現在の担当番組
- テレビ派（月~木曜日のニュースキャスターを担当。）
  - 以前は『スポーツ&ウェザー』として両方を担当したが、18時台のニュース担当となってからは、『テレビ派Sports』はメインキャスターの森拓磨・馬場のぶえ（以上広島テレビアナウンサー）が担当するようになった。ただし、森が取材や休暇などで不在の時はメインキャスターの代理として担当することがあった。
  - 高校サッカー派遣・プロ野球取材などで不在の時は、『テレビ派weather』は16・17時台の天気予報を担当の大隅智子（ウェザーニューズ所属。フリーアナウンサー・気象予報士）が担当。また宮脇が森の代理でメインキャスターを務めたり、野口七海（広島テレビアナウンサー）が不在で宮脇がニュースを単独で担当した際には、『テレビ派weather』を不在時に準じて大隅が担当することがあった。
  - 2017年4月より金曜日のメインキャスターを務めることになり、天気予報については全面的に塚原美緒（ウェザーマップ所属。気象予報士）が担当することになった（番組の短縮などで塚原が出演しない時の代役では、『news.every広島』に準じた形態での放送でメインキャスター兼務で担当）。
- news every.広島（12月最終週及び年度により1月初旬の数日の『テレビ派』休止時の18時台ローカルニュース。有田優理香〈2018年〉・松岡絵梨子〈2019年12月23 - 25日。いずれも広島テレビアナウンサー〉と担当し、天気予報も兼任〈2019年12月26・27日は森と有田が担当〉）
  - 5月の大型連休や8月のお盆期間中および、2020年4月・5月の新型コロナウイルス感染防止対策による自社制作枠縮小時などに同様の編成となった際は『テレビ派』名義のまま放送。
- テレビ派増刊号「虹色せとりっぷ」（2017年 - ）日曜6:30～7:00　再放送　不定期
- ローカルニュース（NNNニュース各番組）
- 天気予報（スポット枠ではシフト勤務のアナウンサーとして、『テレビ派』では気象予報士として担当）
- Fun! BASEBALL!!（広島戦。実況及びベンチリポート）
- 全国高等学校サッカー選手権大会（主に1・2回戦や広島代表の出場する試合を担当。2017年は準決勝・決勝で青森山田高等学校の応援席リポーターも担当）
- 広島県議会中継 予算特別委員会 - ナレーション

### 過去の担当番組
- テレビ宣言 （2006年10月 - ）
  - バスツアー（2006年10月 - 2007年3月）
  - ミヤワキ行きます!（2007年4月 - 2008年3月）
- もっきんCafe（2007年10月 - 2008年9月） 木曜担当
- テレビ派ッ!プラス（2008年4月 - 2010年9月　情熱スポーツ（月曜））
- てっぺん （2011年 - 2017年3月） MC
- テレビ派 金曜コーナー「虹色せとりっぷ」（2017年4月 - 2019年12月）
  -     - 2017年4月7日 - 6月「虹色せとりっぷ」 宮脇アナが1人で出演。
    - 2017年7月7日 - 9月「虹色せとりっぷ」 宮脇アナとSTU48メンバーが出演。宮脇アナは毎週出演、STU48メンバーは隔週出演。
    - 2017年10月6日 - 2019年12月「虹色せとりっぷ STU48といっしょに」宮脇アナとSTU48メンバーが出演。STU48メンバーが毎週出演。
- カープV8連覇の記憶〜そして日本一へ〜（2017年10月1日）
- STU48のみんなでチーム3R（2017年10月1日 - 2017年10月29日） MC 毎週日曜20:54〜21:00
  - STU48のみんなでチーム3R SP（2017年11月18日） MC 12:25〜13:20
- WATCH 真相に迫る
  - 全員主役で全員脇役 広陵高校 中井監督のコトバ（2017年10月28日）ナレーション
  - 原爆供養塔の聲 原爆供養塔に今も眠る814人分の遺骨（2018年3月31日）ナレーション
  - 大雨特別警報 その時、何が 〜平成最悪の豪雨災害〜（2018年7月28日）ナレーション
  - 原爆資料館〜ヒロシマを遺す〜（2019年5月25日）ナレーション
  - ローマ法王へのメッセージ ヒロシマの高校生の思い（2019年7月28日）ナレーション
  - ローマ教皇からのメッセージ 戦争はもういらない（2019年12月1日）ナレーション
- カープ優勝旅行INハワイ〜海にグルメに常夏の楽園を大満喫SP〜（2017年12月15日） MC
- 2018 新春恒例!カープ選手会ゴルフ（2018年1月2日、広島テレビ） 実況
- 週刊カープ（土曜：2018年4月 - 2018年9月）実況ナレーション
- zero選挙2019 参議院選挙（2019年7月21日）広島ローカルパートMC
- つなぐヒロシマ（2019年8月6日）松岡絵梨子と共にMC、ゲスト池上彰。
- NNNドキュメント'19 ローマ教皇へのメッセージ 〜被爆地の高校生が託す思い〜（2019年11月25日）ナレーション
- テレビ派特報 岸田新総裁誕生（2021年9月30日）MC
- ZERO選挙 広島（2022年7月10日）MC
- テレビ派特報 台風10号最新情報（2024年8月30日）リポーター
- zero選挙広島（2024年10月27日）解説

## 備考
- 入社以来これまで広島テレビ放送のアナウンサー10人で唯一ブログを公開していなかったが、2007年11月から公開することになった。
- 気象予報士の資格を所持している。